# Karen Briggs
Karen Briggs, (Manhattan, 1963. augusztus 12. –) amerikai dzsesszhegedűs. Még gyetemista korában csatlakozott a Virginia Szimfonikus Zenekarhoz, de egyre elégedetlenebbé vált, és négy év után otthagyta a zenekart. Azóta túlnyomórészt a dzsessz és a kortárs hangszeres zene műfajaiban lép fel.
Olyan helyszíneken lépett fel, mint a Carnegie Hall és a John F. Kennedy Center for the Performing Arts, (Kennedy Center). Fellépett Dave Grusinnal, Diana Rossal, a Wu Tang Clannal, az En Vogue-val, Chaka Khannal.

## Pályafutása
Briggs zenészcsaládban született, tizenkétévesen kezdett hegedülni. Édesapja szaxofonon játszik és énekel egy doo-wop együttesben, nagyapja trombitás és zongorázik is, és a család többi tagja is zenész vagy énekes. A család a Harlem környékről Manhattanbe és Englewoodba, New Jersey-be, majd Portsmouthba költözött. Briggs tíz évig tanult hegedűlni. Tinédzser korában osztályelső volt. A Woodrow Wilson High School versenyére készítették fel. Édesapja és kollégái  biztatására tizenötévesen döntött úgy, hogy hivatásos dzsesszhegedűs lesz. Miután 1981-ben érettségett, újra csatlakozott a Norfolk State College-hoz, ahol zenei oktatásra és tömegmédia tanulmányokra szakosodott. Ő az első családtag, aki egyetemen is tanult.
New Yorkban négyszer nyert az amatőr versenyt Apollo Színházban. 1988-ban megnősült, és Los Angelesbe költözött, megkezdte első profi turnéját az Egyesült Államokban és Japánban.
1991-ben meghallgatásra jelentkezett Yanninál. A következő tizenhárom évben turnézott és felvételeket készített vele, szerepelt a Yanni Live at the Acropolis, a Yanni Live at Royal Albert Hall és a „Tribute” című élőzenei videókban, játszott az indiai Taj Mahalban és a kínai Tiltott Városban. Mióta megjelent Yanni videóiban, a „The Lady in Red” becenevet viseli.
Briggs 1994-ben debütált a Carnegie Hallban Dave Grusin zongoraművésszel. Az évek során számos előadóval is fellépett, köztük Stanley Clarke-kal, Wu-Tang Clannel, az En Vogue-val és Chaka Khannal, Wynton Marsalisszal, Marla Gibbsszel, Kenny Logginsszel, Ashley Maherrel, a Taliesin Orchestra-val, Patrice Rushennel és Diana Rosszal.

## Albumok

### Szóló
- Karen (1992)
- Amazing Grace (1996)
- Soulchestral Groove (2009)

### Vertú
- Vertú (1999)[3]

## Filmek
- Karen Briggs az IMDb-n